# Журавська (станиця)
Журавська — станиця в Коренівському районі Краснодарського краю. Центр Журавського сільського поселення.
Населення (2002) 2 782 мешканців.
Станиця розташована на річці Журавка (притока Лівого Бейсужка), у степовій зоні, за 13 км східніше міста Корєновськ. По західної околиці станиці проходить автотраса М4, на сході житлова забудова станиці Журавська межує з житловою забудовою станиці Виселкі. Хутір Журавський розташований також на річці Журавка, за 11 км на захід від автотраси.
Заснована наприкінці XIX століття козаками станиці Корєновської.

## Історія
Селище (хутір) Журавський був заснований у 1879 році на земельному наділі Коренівської станиці, перетворений в станицю в 1909 році